# Ao Vivo (álbum de Luan Santana)
Ao Vivo é o primeiro álbum ao vivo do cantor brasileiro Luan Santana. A gravação do show aconteceu no dia 26 de agosto de 2009 no Parque das Nações Indígenas em Campo Grande para um público de 85 mil pessoas, e foi produzido pelo próprio cantor e sua produção. O maior sucesso deste álbum é a canção "Meteoro" e "Você não Sabe o que É Amor". Esse álbum foi certificado com Disco de Platina pela ABPD pelas 85 mil cópias vendidas no Brasil. E de 100 mil no formato de DVD. E na parada oficial de vendas da ABPD, este ficou em 2º lugar no Top 20 Semanal.

## Faixas

### DVD
| N.º            | Título                                 | Compositor(es)                                         | Duração |  |
| 1.             | "Texto de Abertura"                    | Luan Santana                                           | 3:36    |  |
| 2.             | "Meteoro"                              | Sorocaba                                               | 3:35    |  |
| 3.             | "Você Não Sabe o Que é Amor"           | Sorocaba                                               | 3:35    |  |
| 4.             | "Sinais"                               | Luan Santana                                           | 3:35    |  |
| 5.             | "Tô de Cara"                           | Sorocaba                                               | 3:35    |  |
| 6.             | "Aqui é o Seu Lugar / Digitais"        | Amarildo Fire, Markinhos Vieira / Lobão, Preta Gouveia | 3:35    |  |
| 7.             | "Minha Boca Você Não Beija Mais"       | Jefferson Correia                                      | 3:35    |  |
| 8.             | "Jogo do Amor"                         | Luan Santana, Max Wick                                 | 3:35    |  |
| 9.             | "Vou Voar"                             | Sorocaba                                               | 3:35    |  |
| 10.            | "Sempre Com Você"                      | Luan Santana                                           | 3:35    |  |
| 11.            | "Eu Tô Jogando Verde"                  | Alex Torricelli, Márcia Araújo                         | 3:35    |  |
| 12.            | "Sobrenatural"                         | Luan Santana                                           | 3:35    |  |
| 13.            | "Apaixonado / A Loira do Carro Branco" | José Rico / Paraíso, Jesus Belmiro                     | 3:35    |  |
| 14.            | "Pra Você Lembrar de Mim"              | Diego Damasceno, Daniel Damasceno                      | 3:35    |  |
| 15.            | "Você do Meu Lado"                     | Felipe Carvalho                                        | 3:35    |  |
| 16.            | "A Louca"                              | Sorocaba                                               | 3:35    |  |
| 17.            | "Chocolate"                            | Luan Santana                                           | 3:35    |  |
| 18.            | "Amigos Pela Fé"                       | Dalvimar Gallo                                         | 3:35    |  |
| Duração total: | Duração total:                         | Duração total:                                         | 85:28   |  |

| Extras         |                       |         |  |
| N.º            | Título                | Duração |  |
| 1.             | "Luan Santana e Você" | 15:50   |  |
| 2.             | "Eu Amo Você, Luan"   | 3:35    |  |
| 3.             | "Eu Quero"            | 1:12    |  |
| Duração total: | Duração total:        | 20:37   |  |

### CD edownload digital
| N.º            | Título                                 | Compositor(es)                                         | Duração |  |
| 1.             | "Meteoro"                              | Sorocaba                                               | 3:36    |  |
| 2.             | "Você Não Sabe o Que é Amor"           | Sorocaba                                               | 3:35    |  |
| 3.             | "Sinais"                               | Luan Santana                                           | 3:53    |  |
| 4.             | "Tô de Cara"                           | Sorocaba                                               | 2:57    |  |
| 5.             | "Aqui é o Seu Lugar / Digitais"        | Amarildo Fire, Markinhos Vieira / Lobão, Preta Gouveia | 3:55    |  |
| 6.             | "Minha Boca Você Não Beija Mais"       | Jefferson Correia                                      | 3:25    |  |
| 7.             | "Jogo do Amor"                         | Luan Santana, Max Wick                                 | 3:11    |  |
| 8.             | "Vou Voar"                             | Sorocaba                                               | 3:48    |  |
| 9.             | "Sempre Com Você"                      | Luan Santana                                           | 3:27    |  |
| 10.            | "Eu Tô Jogando Verde"                  | Alex Torricelli, Márcia Araújo                         | 2:46    |  |
| 11.            | "Sobrenatural"                         | Luan Santana                                           | 3:23    |  |
| 12.            | "Apaixonado / A Loira do Carro Branco" | José Rico / Paraíso, Jesus Belmiro                     | 4:15    |  |
| 13.            | "Pra Você Lembrar de Mim"              | Diego Damasceno, Daniel Damasceno                      | 3:12    |  |
| 14.            | "Você do Meu Lado"                     | Felipe Carvalho                                        | 3:01    |  |
| 15.            | "A Louca"                              | Sorocaba                                               | 3:25    |  |
| 16.            | "Chocolate"                            | Luan Santana                                           | 2:40    |  |
| 17.            | "Amigos Pela Fé"                       | Dalvimar Gallo                                         | 3:57    |  |
| Duração total: | Duração total:                         | Duração total:                                         | 81:52   |  |

## Desempenho nas paradas musicais
| País/Parada (2010)       | Melhor posição | Certificação                      | Vendas               |
| ------------------------ | -------------- | --------------------------------- | -------------------- |
| CD - TOP 20 Semanal ABPD | 2              | - Platina (CD) - 2× Platina (DVD) | - 85.000+ - 100.000+ |